# Polysphaeria arbuscula
Polysphaeria arbuscula är en måreväxtart som beskrevs av Karl Moritz Schumann. Polysphaeria arbuscula ingår i släktet Polysphaeria och familjen måreväxter. Inga underarter finns listade i Catalogue of Life.